# Contea di Charles Mix
La contea di Charles Mix ( in inglese Charles Mix County ) è una contea dello Stato del Dakota del Sud, negli Stati Uniti. La popolazione al censimento del 2000 era di 9 350 abitanti. Il capoluogo di contea è Lake Andes.